# 1596 en littérature
| Années de la littérature : 1593 - 1594 - 1595 - 1596 - 1597 - 1598 - 1599    |
| Décennies de la littérature : 1560 - 1570 - 1580 - 1590 - 1600 - 1610 - 1620 |

Cet article présente les faits marquants de l'année 1596 en littérature.

## Événements
- 4 février : James Burbage achète le Blackfriars Theatre à Londres, alors désaffecté, pour 600 £ ; une pétition des habitants riches du quartier menés par Elizabeth Russell persuade le  Conseil privé  d'interdire d'y jouer en novembre 1596[1].

- 20 juillet : après la prise de Cadix, le comte d'Essex met à sac Faro au Portugal[2] et emporte les livres de l'évêque Osório, conservés plus tard à la bibliothèque Bodléienne à Oxford[3].

## Parutions
- 20 janvier : le poète Edmund Spenser publie à Londres chez William Ponsonby trois autres livres de The Faerie Queene « La Reine des fées »[4] ; il publie la même année un recueil de poèmes lyriques, Fowre Hymnes (« Hymnes à l’amour et à la beauté ») et le Prothalamion (en)[5]. Il termine une œuvre en prose, Aperçu de l’état actuel de l’Irlande (A View of the Present State of Irelande (en)), qui est publiée en 1633[6].

- Le roman chinois Jin Ping Mei (Prunier en fiole d’or), anonyme, circule en version manuscrite en Chine. La première édition imprimée parait en 1617-1618[7].
- Publication des Œuvres de Philippe Desportes à Anvers chez Arnould Coninx[8].

- Pedro de Oña publie à Lima son poème épique Arauco Domado pour s'opposer à La Araucana d'Alonso de Ercilla[9].
- Francisco Rodrigues Lobo publie à Coimbra en castillan la première et la deuxième partie de ses Romances[10].
- François de Malherbe écrit sa première ode, Au roi, sur la prise de Marseille[11].

## Théâtre
- 12 février : première représentation au Rose Theatre de The Blind Beggar of Alexandria (en), comédie de William Chapman[12] (publiée en 1598).

- Sophonisbe, première tragédie de Montchrestien est publiée à Caen par la veuve Jacques Le Bas peu après sa représentation[13].

- Publication anonyme de d'Édouard III, pièce attribuée Shakespeare[14].

- Amor pazzo, comédie de  Nicola degli Angeli, est publiée à Venise[15].

- 1596-1599 : William Shakespeare écrit sa seconde tétralogie  avec La première partie du roi Henri IV, Les joyeuses épouses de Windsor , La deuxième partie du roi Henri IV et La vie du roi Henri V[16].

## Naissances
- 31 mars : René Descartes, philosophe français (†1650)
- 18 août : Jean Bolland, écrivain flamand (†1665)

- 4 septembre : Constantijn Huygens, poète néerlandais (†1687)
- Septembre : 
  - James Shirley, dramaturge anglais (†1666)
  - Moïse Amyraut, théologien protestant français (†1664)

## Décès
- 19 février : Blaise de Vigenère, cryptographe, diplomate, savant, et écrivain (né en 1523).
- 23 juillet : Thoinot Arbeau, French priest and writer (né en 1519)
- 3 octobre : Florent Chrestien, écrivain français (né en 1540).
- 1er novembre : Pierre Pithou, avocat et érudit français (né en 1539).